# Lochstab von Grube-Rosenhof
Der verzierte, gut erhaltene Kult- oder Lochstab von Grube-Rosenhof (LA 58) ist aus Rothirschgeweih und stammt aus dem 5. Jahrtausend v. Chr. Er wurde bei der Nachgrabung des Jahres 2002 in Grube in der Niederung des Oldenburger Grabens in Ostholstein entdeckt, die Sönke Hartz durchführte. Der Lochstab wurde aus einer Tiefe von 3,9 m unter NN geborgen. Im Oldenburger Graben wurden organische Materialien auf den teilweise unter dem Meeresspiegel liegenden Feuchtbodenplätzen ausgezeichnet konserviert.

## Aufbau
Die rechtsseitige Spießerstange hat eine Länge von 58 cm. Das vom Schädel abgetrennte proximale Ende war leicht gerundet. Etwa 10 cm hinter diesem Ende ist ein doppelkonisches Loch von etwa 3,5 × 2,5 cm durch die Substantia spongiosa (das schwammige Geweihinnere) gebohrt worden. Die Stabspitze ist abgebrochen und die Kanten wurden leicht verrundet. Auffällig ist die siebeneckige Facettierung im Mittelteil des Stabes, zu der es bislang keine Parallelen gibt. Ihre Grate sind mit 280 parallelen kurzen, in unterschiedlichen Gruppen quer angeordneten Kerben versehen. Unter dem Mikroskop sind auf den Seitenflächen Rillen oder „Rattermarken“ zu erkennen, wie sie beispielsweise bei einer Glättung mit einer Feuersteinklinge entstehen.
Beispiellos ist ein 26 cm langer Eschenholzstiel, der im Schaftloch steckte. Anscheinend war sein konisch zulaufendes Ende ursprünglich mit Lindenbast befestigt wie Verfärbungen um das Schaftloch andeuten. Der Fundbereich war den Sedimenten zufolge eine Flachwasserzone. Vieles deutet also auf eine absichtliche Deponierung im Nahbereich des Siedlungsplatzes.
Der Lochstab konnte über seine Fundschicht in den mittleren Abschnitt der Ertebølle-Kultur (Jarbock-Phase – zwischen 4800 und 4600 v. Chr.) datiert werden. Die Radiokarbondatierung des Holzstieles ergab ein mittleres Datum von etwa 4680 v. Chr.

Lochstabverzierung (abgerollt)

## Zweck
Der Zweck der Lochstäbe ist unbekannt. Es gibt zwei Nutzungsmöglichkeiten.
- ein funktionell-technologischer Gebrauch. Es kommt u. a. der Gebrauch als Grabstock bei der Suche nach Früchten, Wurzeln oder Knollen in Betracht. Auch einige Vergleichsstücke weisen eine beschädigte bzw. eine fehlende Spitze auf, die gelegentlich von Kratzspuren begleitet wird. Diese Schadstellen könnten beim Auftreffen auf Steine im Boden entstanden sein. Wobei der Querstab allerdings keinen Sinn ergibt. Der Nutzen als Bodenbearbeitungsgerät bei der Einsaat ist auszuschließen, da für die Ertebølle-Periode keine Hinweise auf Getreideanbau vorliegen. Vergleichbare durchlochte Geräte sind bereits fast 10.000 Jahre früher aus dem Umfeld jungpaläolithischer Rentierjäger bekannt und werden mit dem Strecken von Speerschäften in Verbindung gebracht.

- eine Verwendung in spirituell-religiösem Zusammenhang ist schwerer zu belegen. Die älteste Interpretation ist die eines „Kommandostabes“, der als Zeichen des Ranges oder als Insigne von Häuptlingen getragen worden sein könnte. Eine überzeugende Auslegung wäre auch die Verwendung von Schamanen bei magisch-religiösen Ritualen. Hierzu lassen sich zahlreiche ethnografische Analogien anführen. Da der Lochstab von Grube-Rosenhof aufwendig verziert wurde, dürfte die Ornamentik selbst im Fokus gestanden haben. Bislang werden die regelmäßigen Markierungen als Zählmarken gedeutet. Daneben existieren Stäbe mit komplexen Mustern (z. B. Tägerup, Schonen, Schweden und Vedbæk, Seeland, Dänemark). Eine kombinierte Verwendung im sakralen wie im profanen Umfeld ist durch ethnologische Vergleiche auszuschließen. Einige durchlochte Geweihstäbe (Amose, Dänemark; Szczecin-Grabowo, Polen) zeigen Darstellungen von Tierjagden.

An manchen Stellen weisen die Stäbe (so auch der Lochstab von Grube-Rosenhof) Polituren auf, die darauf deuten, dass die Geräte in einem Gürtel am Körper getragen wurden. Es fällt schwer zu entscheiden, zu welcher Kategorie dieser außergewöhnliche Lochstab gehört, da wenig über die Gedankenwelt der Mesolithiker bekannt ist. Das Exemplar von Grube-Rosenhof ist mit seiner Facettierung, der Strichornamentik und dem Holzschaft ein bisher einmaliges Zeugnis seiner Zeit.